# ТА-57

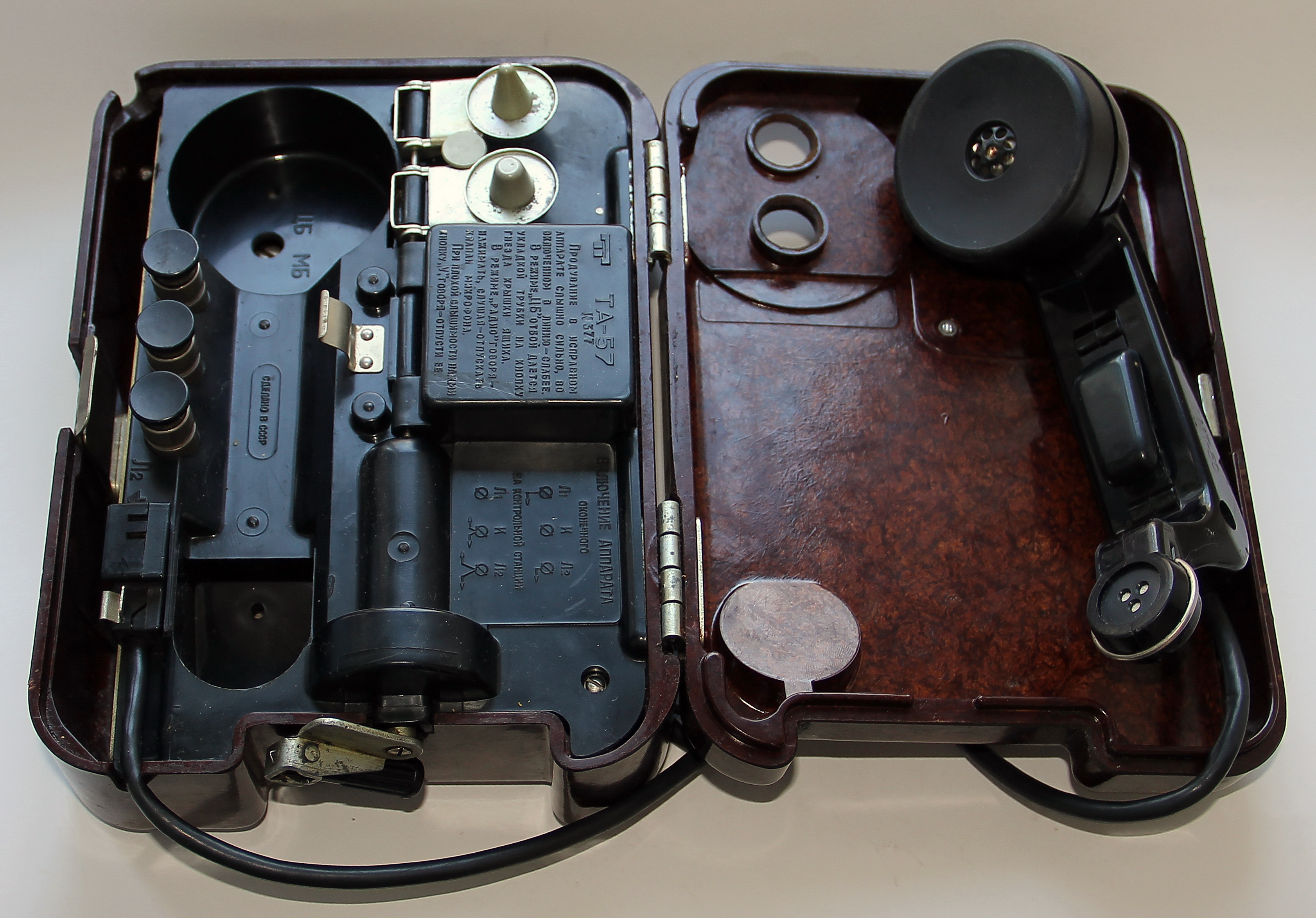
ТА-57

ТА-57  — радянський польовий телефон універсального типу із системою індукторного виклику, що випускається з 1957 року.

## Історія
Надійшов у війська у 1957 році. Прийшов на зміну ТАІ-43, ставши його подальшою модернізацією.
В Україні у 2010-х роках пройшов модернізацію в Запоріжжі, де випускається державним підприємством «Радіоприлад». У модернізованому варіанті ТА-57-У було повністю замінено елементну базу, змінено схему виклику абонента, масу телефонного апарату зменшено з 3 кг до 2 кг.
У Росії ТА-57 та інші польові телефони випускаються на пермському телефонному заводі «Телта». В армії Росії замінюється на ТА-88.

## Застосування
Апарат широко застосовувався у збройних силах країн Варшавського пакту та пострадянських країн. Апарат застосовується також у геології та на залізничному транспорті як зв'язок з місцем аварійно-відновлювальних робіт.
Телефон може застосовуватися у схемах із центральною батареєю при підключенні до телефонної станції, з місцевою батареєю або без напруги в лінії. Апарат має вбудований генератор викличного сигналу. За допомогою телефонного апарату можливе керування радіостанціями малої та середньої потужності по кабельній лінії на відстані до 150 метрів, для чого трубка має тангенту.
На окупованих Російською Федерацією територіях, та у місцях утримання українських військовополонених, таких як Ізоляція, ТА-57, також відомий як "Тапік", використовується як метод катування електрострумом.

## Технічні характеристики
Маса апарату в комплекті з батареєю — не більше 3 кг.
Розміри 222×165×80 мм.
Час розгортання, перевірки та включення в лінію не більше двох хвилин.

### Дальність зв'язку
Дальність зв'язку під час використання ТА-57 визначається дальністю приймання виклику. Індукторний виклик нормально проходить через лінію, яка має на частоті 800 Гц ослаблення 5,5 Нп (48 дБ). При цьому дальність зв'язку по кабельних лініях зв'язку становить (залежно від кабелю або дроту, що застосовується):
- П-274М — 35—40 км;
- П-268 — 40—45 км;
- ПВЛС (сталевий дріт діаметром 3 мм) — 150—170 км.

Також є можливість збільшити дальність приймання на 30-35 % шляхом застосування підсилювача приймання (натискання важеля «У»).

### Рівень сигналу
Абсолютний рівень сигналу передачі на виході тракту передачі навантаження 600 Ом становить від -3 до +3 дБ.

### Електроживлення
Електричне живлення розмовних ланцюгів апарату здійснюється від батареї типу ГБ-10-У-1.3 («Синичка») напругою 10 В та ємністю 1,3 А•год. Батарея дає змогу працювати апарату до 6 місяців. Струм, що споживається від батареї, до 8 мА. Конструкція відсіку батареї дозволяє використовувати батареї типу «Крона». Позитивний контакт живлення в батарейному відсіку знаходиться ліворуч, для фіксації батареї «Крона» зручно використовувати три сірникові коробки, одна з яких кладеться на його дно, а дві інших встановлюються вертикально з боків.
Для формування напруги викличний апарат забезпечений мініатюрною динамомашиною з ручним приводом (індуктором). Для генерації напруги необхідно обертати складну ручку збоку апарата.

### Безпека
Сучасні версії апарата захищені від торкання дротами зв'язку силових ланцюгів напругою до 900 В та наведень у лінії від близьких розрядів блискавок.